# 更級郡
- 令制国一覧 > 東山道 > 信濃国 > 更級郡
- 日本 > 中部地方 > 長野県 > 更級郡

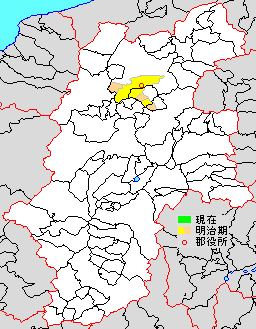
長野県更級郡の範囲（薄黄：後に他郡に編入された区域）

更級郡（さらしなぐん）は、長野県（信濃国）にあった郡。

## 郡域
1879年（明治12年）に行政区画として発足した当時の郡域は、下記の区域にあたる。
- 長野市の一部（概ね若穂各町を除く千曲川以西かつ犀川以南および信州新町日原西・信州新町信級・松代町西寺尾・松代町牧島・松代町小島田）
- 千曲市の一部（概ね千曲川以西）
- 埴科郡坂城町の一部（概ね千曲川以西）

## 歴史

### 古代
出土した木簡などから大宝律令以前はのちの埴科郡と共に「科野評（しなのこおり）」を構成していたと考えられる。長屋王家木簡では「讃信郡」との郡名表記もなされている。
神護景雲2年（768年）続日本紀に全国から善行のあった9人が朝廷から褒美を得た記述があり、4人までもを信濃の国の人が占めた。その内の建部大垣が当郡の人とされている。
日本最古の官社名を記した書である「延喜式神明帳」延長5年（927年）に武水別神社、波田（現治田神社）神社、佐良志奈神社，長谷神社、氷鉋斗売神社、日置神社、清水神社、当信神社、波閉科神社、布制神社等が記載されている。
和名類聚抄には郷について村上・当信・小谷・更級・清水・斗女・池・氷鉋と、現在では東筑摩郡に属している麻続（麻績）が当郡に含まれていたという記述がある。
千曲市八幡の社宮司遺跡から出土した9世紀前半の須恵器に付いていた漆紙文書（前半の時期は「守部」の表記が多く後半に「八千」の表記の物が夥しい）に、出挙と呼ばれる古代の貸借税制の内容が書かれていることから、郡衙の位置として比定されている。
聖徳太子の活躍を支えたとされる秦河勝の子の広国が当郡（現千曲市）桑原の地を所領とし、松本市波田町や小県郡長和町,飯山市木島平などに庶流を広げたが更級の嫡流は鎌倉時代に秦能俊が四国へ移り長宗我部氏を名乗ったと伝えられている。
また夏目漱石の祖先発祥の地とも伝えられ、現坂城町の村上氏の庶流が鎌倉時代に奥州征伐の功により夏目郷（石川荘か？）に地頭として配されて夏目氏を名乗ったのがルーツとされている。

### 式内社
『延喜式』神名帳に記される郡内の式内社。
| 神名帳     | 神名帳 | 神名帳 | 神名帳 | 比定社 | 比定社 | 比定社 | 集成 |
| 社名       | 読み   | 格     | 付記   | 社名   | 所在地 | 備考   | 集成 |
| ---------- | ------ | ------ | ------ | ------ | ------ | ------ | ---- |
| 更級郡     |        |        |        |        |        |        |      |
|            |        |        |        |        |        |        |      |
| 凡例を表示 |        |        |        |        |        |        |      |

### 近世以降の沿革
- 「旧高旧領取調帳」に記載されている明治初年時点での支配は以下の通り。幕府領は中之条代官所が管轄。●は村内に寺社領が、○は寺社除地[注 1]が存在。（93村）

| 知行         | 知行           | 村数 | 村名 |
| ------------ | -------------- | ---- | --- |
| 幕府領       | 旗本領         | 3村  | 上氷鉋村、○今井村、○塩崎村 |
| 藩領         | 信濃松代藩     | 83村 | ○上五明村、○上平村、○新山村、○山田村、○力石村、須坂村、○若宮村、○網掛村、○羽尾村、○向八幡村、○御幣川村、○会村、○原村、○小松原村、○二ツ柳村、○丹波島村、小網新田村、○大豆島村、○牧島村、○杵淵村、上真島村、下真島村、小森村、○横田村、○藤牧村、○広田村、○上布施村、○下氷鉋村、○田ノ口村、○牛島村、○山平林村、○氷熊村、○竹房村、○高野村、○吉原村、大原村、○日名村、○鹿谷村、下市場村、○牧野島村、吐唄村、○和田村、四ツ屋村、○川合村、川合新田村、○山布施村、○有旅村、灰原村、小田原村、南牧村、●○桑原村、●石川村、●綱島村、●○小島田村、●中牧村、●○西寺尾村、●○東福寺村、○赤田村、●牧田中村、○稲荷山村、●○大塚村、○安庭村、○布施高田村、○中沢村、○志川村、○村山村、松岡新田村、青池村、今泉村、中山新田村、●○八幡村、●○大岡村、小聖新田、軽井沢村、境新田村、大田原村、○青木島村、布施五明村、○郡村 |
| 藩領         | 信濃上田藩     | 2村  | ○岡田村、戸部村 |
| 幕府領・藩領 | 幕府領・上田藩 | 1村  | ○今里村 |
| 幕府領・藩領 | 旗本領・上田藩 | 1村  | 中氷鉋村 |
| その他       | 大英寺領       | 1村  | 大池新田 |

- 慶応4年2月17日（1868年3月10日） - 幕府領が名古屋藩の管轄となる。
- 明治2年
  - 2月30日（1869年4月11日） - 幕府領が伊那県の管轄となる。
  - このころ旗本領が伊那県の管轄となる。
- 明治3年9月17日（1870年10月11日） - 伊那県の管轄区域が中野県の管轄となる。
- 明治4年
  - 6月22日（1871年8月8日） - 中野県が改称して長野県となる。
  - 7月14日（1871年8月29日） - 廃藩置県により藩領が松代県、上田県の管轄となる。
  - 11月20日（1871年12月31日） - 第1次府県統合により全域が長野県の管轄となる。
- 明治初年 - 山田村が改称して上山田村となる。
- 明治3年（1870年） - 上布施村・下布施村が合併して布施村となる[3]。（92村）
- 明治5年（1872年）（89村）
  - 志川村・郡村・八幡領[注 10]・大池新田が八幡村に合併。
  - 今泉三水村が三水村に改称。
  - 中山新田村・入有旅村が有旅村に合併。
  - 大岡村が分割され、宮平村[注 11]・根越村[注 12]・和平村[注 13]・川口村となる。
- 明治6年（1873年）（87村）
  - 6月 - 村山村・青池村が山布施村に合併。
  - 9月 - 松岡新田村が大豆島村に合併。
  - 鹿谷村が分割して本鹿谷村・外鹿谷村となる。
  - 埴科郡小船山村が向八幡村に合併[4]。
- 明治7年（1874年）（85村）
  - 7月 - 小網新田村が上平村に合併。
  - 大田原村が桑原村に合併。
- 明治8年（1875年）（1町73村）
  - 7月 - 稲荷山村が改称して稲荷山町となる。
  - 12月 - 中沢村が東福寺村に合併。
  - 布施村・藤牧村（一部[注 14]）・戸部村（一部[注 15]を除く）が合併して御厨村となる。
  - 広田村・藤牧村（一部[注 14]を除く）・戸部村（一部[注 15]）が合併して田牧村となる。
  - 吐唄村・和田村・南牧村が合併して弘崎村となる。
  - 宮平村・根越村・和平村・川口村が合併して大岡村となる。
  - 丹波島村が青木島村に合併。
  - 小聖新田の一部[注 16]が大岡村、残部が中牧村に合併。
  - 軽井沢村が改称して田沢村となる。
  - 原村の一部[注 17]が今井村に合併。
- 明治9年（1876年）（1町63村）
  - 6月 - 本鹿谷村・外鹿谷村が合併して信級村となる。
  - 上真島村・下真島村が合併して真島村となる。
  - 日名村・大原村が合併して孟津村となる。
  - 中氷鉋村・下氷鉋村が合併して氷鉋村となる。
  - 上小島田村・下小島田村が合併して小島田村となる。
  - 上真島村・下真島村が合併して真島村となる。
  - 氷熊村・境新田村および有旅村の一部[注 18]が合併して氷ノ田村となる。
  - 有旅村の一部[注 19]が山平林村に編入。
  - 小田原村が田沢村に合併。
- 明治12年（1879年）1月4日（1町59村）- 郡区町村編制法の長野県での施行により、下記の変更が行われる。
  - 向八幡村の所属郡が埴科郡に変更。
  - 大豆島村・川合新田村の所属郡が上水内郡に変更。
  - 牛島村の所属郡が上高井郡に変更。
  - 残部に行政区画としての更級郡が発足。郡役所が塩崎村に設置。
- 明治13年（1879年）（1町61村）
  - 孟津村が分割して日名村・大原村となる。
  - 氷鉋村が分割して中氷鉋村・下氷鉋村となる。
- 明治14年（1880年）（1町64村）
  - 正和村が分割して御幣川村・会村・横田村・二ツ柳村となる。

### 町村制以降の沿革

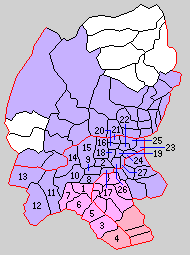
1.稲荷山町 2.布施村 3.上山田村 4.村上村 5.更級村 6.八幡村 7.桑原村 8.塩崎村 9.川柳村 10.信田村 11.牧郷村 12.大岡村 13.信級村 14.更府村 15.信里村 16.岡田村 17.御幣川村 18.中津村 19.御厨村 20.今里村 21.上氷鉋村 22.稲里村 23.真島村 24.小島田村 25.青木島村 26.東福寺村 27.西寺尾村（紫：長野市 桃：千曲市 赤：坂城町）

- 明治22年（1889年）4月1日 - 町村制の施行により、以下の町村が発足。特記以外は現・長野市。（1町26村）
  - 稲荷山町（単独町制、現・千曲市）
  - 布施村 ← 布施五明村、布施高田村
  - 上山田村 ← 上山田村、新山村、力石村（現・千曲市）
  - 村上村 ← 上平村、網掛村、上五明村（現・埴科郡坂城町）
  - 更級村 ← 羽尾村、若宮村、須坂村（現・千曲市）
  - 八幡村、桑原村（それぞれ単独村制。現・千曲市）
  - 塩崎村（単独村制）
  - 川柳村 ← 石川村、二ツ柳村
  - 信田村 ← 田ノ口村、赤田村、灰原村、氷ノ田村、高野村、田沢村
  - 牧郷村 ← 中牧村、弘崎村、牧田中村、牧野島村、下市場村、竹房村
  - 大岡村（単独村制）
  - 信級村 ← 日名村、大原村、信級村
  - 更府村 ← 吉原村、三水村、山平林村、安庭村
  - 信里村 ← 有旅村、山布施村
  - 岡田村 ← 小松原村、岡田村
  - 御幣川村 ← 横田村、会村、御幣川村
  - 中津村 ← 今井村、原村
  - 御厨村、今里村（それぞれ単独村制）
  - 上氷鉋村 ← 上氷鉋村、四ツ屋村
  - 稲里村 ← 下氷鉋村、中氷鉋村、田牧村
  - 真島村 ← 真島村、川合村
  - 小島田村（小島田村の大部分が単独村制）
  - 青木島村 ← 青木島村、大塚村、綱島村
  - 東福寺村 ← 東福寺村、小森村
  - 西寺尾村 ← 西寺尾村、杵淵村
  - 牧島村および小島田村の一部[注 20]が埴科郡寺尾村の一部となる。
- 明治23年（1890年）
  - 5月17日
    - 上氷鉋村が改称して笹井村となる。
    - 岡田村が改称して共和村となる。

  - 5月24日 - 御幣川村が改称して栄村となる。
- 明治24年（1891年）4月1日 - 郡制を施行。
- 明治25年（1892年）10月14日（1町28村）
  - 上山田村の一部（力石）が分立して力石村が発足。
  - 信級村の一部（日名・大原）が分立して日原村が発足。
- 大正3年（1914年）4月21日 - 布施村が町制施行・改称して篠ノ井町となる。（2町27村）
- 大正12年（1923年）4月1日 - 郡会が廃止。郡役所は存続。
- 大正13年（1924年）7月1日 - 笹井村・今里村が合併して川中島村が発足。（2町26村）
- 大正15年（1926年）7月1日 - 郡役所が廃止。以降は地域区分名称となる。
- 昭和2年（1927年）5月12日 - 郡内一帯で遅霜。クワ、ブドウ、リンゴ畑に多くの被害。特に、クワの葉は多くが変色して郡内の養蚕業に大きな打撃を与えた[7]。
- 昭和3年（1928年）4月1日 - 篠ノ井町・栄村が合併し、改めて篠ノ井町が発足。（2町25村）
- 昭和24年（1949年）11月3日 - 上山田村が町制施行して上山田町となる。（3町24村）
- 昭和25年（1950年）7月1日 - 篠ノ井町・東福寺村・川柳村が合併し、改めて篠ノ井町が発足。（3町22村）
- 昭和26年（1951年）10月1日 - 篠ノ井町の一部（東福寺村の一部[注 21]）が埴科郡松代町に編入。
- 昭和29年（1954年）7月1日 - 篠ノ井町・共和村が合併し、改めて篠ノ井町が発足。（3町21村）
- 昭和30年（1955年）
  - 1月1日 - 稲里村・真島村・小島田村・青木島村が合併して更北村が発足。（3町20村）
  - 3月31日 - 日原村・信級村が上水内郡新町と合併して上水内郡信州新町が発足し、郡より離脱。（3町18村）
  - 4月1日（3町11村）
    - 中津村・御厨村が合併して昭和村が発足。
    - 稲荷山町・桑原村が合併して稲荷山桑原町が発足。
    - 信里村が篠ノ井町に編入。
    - 西寺尾村が埴科郡松代町・豊栄村・寺尾村と合併し、改めて埴科郡松代町が発足、郡より離脱。
    - 更級村が埴科郡戸倉町と合併し、改めて埴科郡戸倉町が発足、郡より離脱。

  - 7月1日 - 上山田町・力石村が合併し、改めて上山田町が発足。（3町10村）
  - 12月1日 - 稲荷山桑原町が稲荷山町に改称。
- 昭和31年（1956年）
  - 6月1日 - 信田村・更府村が合併して信更村が発足。（3町9村）
  - 9月30日（4町6村）
    - 牧郷村が分割され、一部（中牧・弘崎の各一部）が大岡村、残部が上水内郡信州新町に編入。
    - 川中島村・昭和村が合併して川中島町が発足。
- 昭和32年（1957年）8月1日 - 篠ノ井町が埴科郡松代町の一部（杵淵および西寺尾の一部[注 22]）を編入。
- 昭和34年（1959年）
  - 5月1日 - 篠ノ井町・塩崎村が合併して篠ノ井市が発足し、郡より離脱。（3町5村）
  - 6月1日 - 稲荷山町・八幡村が埴科郡屋代町・埴生町と合併して更埴市が発足し、郡より離脱。（2町4村）
- 昭和35年（1960年）4月1日 - 村上村が埴科郡坂城町に編入。（2町3村）
- 昭和41年（1966年）10月16日 - 川中島町・信更村・更北村が長野市・篠ノ井市・埴科郡松代町・上高井郡若穂町・上水内郡七二会村と合併し、改めて長野市が発足、郡より離脱。（1町1村）
- 平成15年（2003年）9月1日 - 上山田町が更埴市・埴科郡戸倉町と合併して千曲市が発足し、郡より離脱。（1村）
- 平成17年（2005年）1月1日 - 大岡村が長野市に編入。同日更級郡消滅。長野県内では1878年の郡の再編以来、初の郡消滅となった。

### 変遷表
| 明治以前   | 明治以前   | 明治初年 - 明治5年  | 明治6年 - 明治8年        | 明治9年 - 明治11年 | 明治12年 - 明治22年 | 明治22年 4月1日 町村制施行 | 明治22年 - 明治45年          | 大正元年 - 昭和19年              | 昭和20年 - 昭和29年           | 昭和20年 - 昭和29年                | 昭和30年 - 昭和39年                    | 昭和30年 - 昭和39年                     | 昭和30年 - 昭和39年               | 昭和40年 - 昭和64年           | 平成元年 - 現在             | 現在          |
| ---------- | ---------- | ------------------- | ------------------------ | ------------------ | ------------------- | -------------------------- | ---------------------------- | -------------------------------- | ----------------------------- | ---------------------------------- | -------------------------------------- | --------------------------------------- | --------------------------------- | ----------------------------- | --------------------------- | ------------- |
| 西寺尾村   | 一部を除く | 西寺尾村            | 西寺尾村                 | 西寺尾村           | 西寺尾村            | 西寺尾村                   | 西寺尾村                     | 西寺尾村                         | 西寺尾村                      | 西寺尾村                           | 昭和30年4月1日 埴科郡松代町の一部      | 埴科郡松代町                            | 埴科郡松代町                      | 昭和41年10月16日 長野市の一部 | 長野市                      | 長野市        |
| 西寺尾村   | 一部       | 西寺尾村            | 西寺尾村                 | 西寺尾村           | 西寺尾村            | 西寺尾村                   | 西寺尾村                     | 西寺尾村                         | 西寺尾村                      | 西寺尾村                           | 昭和30年4月1日 埴科郡松代町の一部      | 昭和32年8月1日 篠ノ井町に編入           | 昭和34年5月1日 篠ノ井市           | 昭和41年10月16日 長野市の一部 | 長野市                      | 長野市        |
| 杵淵村     | 杵淵村     | 杵淵村              | 杵淵村                   | 杵淵村             | 杵淵村              | 西寺尾村                   | 西寺尾村                     | 西寺尾村                         | 西寺尾村                      | 西寺尾村                           | 昭和30年4月1日 埴科郡松代町の一部      | 昭和32年8月1日 篠ノ井町に編入           | 昭和34年5月1日 篠ノ井市           | 昭和41年10月16日 長野市の一部 | 長野市                      | 長野市        |
| 塩崎村     | 塩崎村     | 塩崎村              | 塩崎村                   | 塩崎村             | 塩崎村              | 塩崎村                     | 塩崎村                       | 塩崎村                           | 塩崎村                        | 塩崎村                             | 塩崎村                                 | 塩崎村                                  | 昭和34年5月1日 篠ノ井市           | 昭和41年10月16日 長野市の一部 | 長野市                      | 長野市        |
| 有旅村     | 有旅村     | 明治5年 有旅村      | 有旅村                   | 有旅村             | 有旅村              | 信里村                     | 信里村                       | 信里村                           | 信里村                        | 信里村                             | 昭和30年4月1日 篠ノ井町に編入          | 篠ノ井町                                | 昭和34年5月1日 篠ノ井市           | 昭和41年10月16日 長野市の一部 | 長野市                      | 長野市        |
| 中山新田村 |            | 明治5年 有旅村      | 有旅村                   | 有旅村             | 有旅村              | 信里村                     | 信里村                       | 信里村                           | 信里村                        | 信里村                             | 昭和30年4月1日 篠ノ井町に編入          | 篠ノ井町                                | 昭和34年5月1日 篠ノ井市           | 昭和41年10月16日 長野市の一部 | 長野市                      | 長野市        |
| 山布施村   | 山布施村   | 山布施村            | 明治6年6月 山布施村      | 山布施村           | 山布施村            | 信里村                     | 信里村                       | 信里村                           | 信里村                        | 信里村                             | 昭和30年4月1日 篠ノ井町に編入          | 篠ノ井町                                | 昭和34年5月1日 篠ノ井市           | 昭和41年10月16日 長野市の一部 | 長野市                      | 長野市        |
| 村山村     | 村山村     | 村山村              | 明治6年6月 山布施村      | 山布施村           | 山布施村            | 信里村                     | 信里村                       | 信里村                           | 信里村                        | 信里村                             | 昭和30年4月1日 篠ノ井町に編入          | 篠ノ井町                                | 昭和34年5月1日 篠ノ井市           | 昭和41年10月16日 長野市の一部 | 長野市                      | 長野市        |
| 青池村     | 青池村     | 青池村              | 明治6年6月 山布施村      | 山布施村           | 山布施村            | 信里村                     | 信里村                       | 信里村                           | 信里村                        | 信里村                             | 昭和30年4月1日 篠ノ井町に編入          | 篠ノ井町                                | 昭和34年5月1日 篠ノ井市           | 昭和41年10月16日 長野市の一部 | 長野市                      | 長野市        |
| 岡田村     | 岡田村     | 岡田村              | 岡田村                   | 岡田村             | 岡田村              | 岡田村                     | 明治23年5月17日 改称 共和村  | 共和村                           | 共和村                        | 昭和29年7月1日 篠ノ井町            | 篠ノ井町                               | 篠ノ井町                                | 昭和34年5月1日 篠ノ井市           | 昭和41年10月16日 長野市の一部 | 長野市                      | 長野市        |
| 小松原村   | 小松原村   | 小松原村            | 小松原村                 | 小松原村           | 小松原村            | 岡田村                     | 明治23年5月17日 改称 共和村  | 共和村                           | 共和村                        | 昭和29年7月1日 篠ノ井町            | 篠ノ井町                               | 篠ノ井町                                | 昭和34年5月1日 篠ノ井市           | 昭和41年10月16日 長野市の一部 | 長野市                      | 長野市        |
| 布施高田村 | 布施高田村 | 布施高田村          | 布施高田村               | 布施高田村         | 布施高田村          | 布施村                     | 布施村                       | 大正3年4月21日 町制改称 篠ノ井町 | 昭和25年7月1日 篠ノ井町       | 昭和29年7月1日 篠ノ井町            | 篠ノ井町                               | 篠ノ井町                                | 昭和34年5月1日 篠ノ井市           | 昭和41年10月16日 長野市の一部 | 長野市                      | 長野市        |
| 布施五明村 | 布施五明村 | 明治5年 布施五明村  | 布施五明村               | 布施五明村         | 布施五明村          | 布施村                     | 布施村                       | 大正3年4月21日 町制改称 篠ノ井町 | 昭和25年7月1日 篠ノ井町       | 昭和29年7月1日 篠ノ井町            | 篠ノ井町                               | 篠ノ井町                                | 昭和34年5月1日 篠ノ井市           | 昭和41年10月16日 長野市の一部 | 長野市                      | 長野市        |
| 原瀬田村   |            | 明治5年 布施五明村  | 布施五明村               | 布施五明村         | 布施五明村          | 布施村                     | 布施村                       | 大正3年4月21日 町制改称 篠ノ井町 | 昭和25年7月1日 篠ノ井町       | 昭和29年7月1日 篠ノ井町            | 篠ノ井町                               | 篠ノ井町                                | 昭和34年5月1日 篠ノ井市           | 昭和41年10月16日 長野市の一部 | 長野市                      | 長野市        |
| 柳沢新田村 |            | 明治5年 布施五明村  | 布施五明村               | 布施五明村         | 布施五明村          | 布施村                     | 布施村                       | 大正3年4月21日 町制改称 篠ノ井町 | 昭和25年7月1日 篠ノ井町       | 昭和29年7月1日 篠ノ井町            | 篠ノ井町                               | 篠ノ井町                                | 昭和34年5月1日 篠ノ井市           | 昭和41年10月16日 長野市の一部 | 長野市                      | 長野市        |
| 御幣川村   | 御幣川村   | 御幣川村            | 御幣川村                 | 明治9年 正和村     | 明治14年 御幣川村   | 御幣川村                   | 明治23年5月24日 改称 栄村    | 栄村                             | 昭和25年7月1日 篠ノ井町       | 昭和29年7月1日 篠ノ井町            | 篠ノ井町                               | 篠ノ井町                                | 昭和34年5月1日 篠ノ井市           | 昭和41年10月16日 長野市の一部 | 長野市                      | 長野市        |
| 会村       | 会村       | 会村                | 会村                     | 明治9年 正和村     | 明治14年 会村       | 御幣川村                   | 明治23年5月24日 改称 栄村    | 栄村                             | 昭和25年7月1日 篠ノ井町       | 昭和29年7月1日 篠ノ井町            | 篠ノ井町                               | 篠ノ井町                                | 昭和34年5月1日 篠ノ井市           | 昭和41年10月16日 長野市の一部 | 長野市                      | 長野市        |
| 横田村     | 横田村     | 横田村              | 横田村                   | 明治9年 正和村     | 明治14年 横田村     | 御幣川村                   | 明治23年5月24日 改称 栄村    | 栄村                             | 昭和25年7月1日 篠ノ井町       | 昭和29年7月1日 篠ノ井町            | 篠ノ井町                               | 篠ノ井町                                | 昭和34年5月1日 篠ノ井市           | 昭和41年10月16日 長野市の一部 | 長野市                      | 長野市        |
| 二ツ柳村   | 二ツ柳村   | 二ツ柳村            | 二ツ柳村                 | 明治9年 正和村     | 明治14年 二ツ柳村   | 川柳村                     | 川柳村                       | 川柳村                           | 昭和25年7月1日 篠ノ井町       | 昭和29年7月1日 篠ノ井町            | 篠ノ井町                               | 篠ノ井町                                | 昭和34年5月1日 篠ノ井市           | 昭和41年10月16日 長野市の一部 | 長野市                      | 長野市        |
| 石川村     | 石川村     | 石川村              | 石川村                   | 石川村             | 石川村              | 川柳村                     | 川柳村                       | 川柳村                           | 昭和25年7月1日 篠ノ井町       | 昭和29年7月1日 篠ノ井町            | 篠ノ井町                               | 篠ノ井町                                | 昭和34年5月1日 篠ノ井市           | 昭和41年10月16日 長野市の一部 | 長野市                      | 長野市        |
| 小森村     | 小森村     | 小森村              | 小森村                   | 小森村             | 小森村              | 東福寺村                   | 東福寺村                     | 東福寺村                         | 昭和25年7月1日 篠ノ井町       | 昭和29年7月1日 篠ノ井町            | 篠ノ井町                               | 篠ノ井町                                | 昭和34年5月1日 篠ノ井市           | 昭和41年10月16日 長野市の一部 | 長野市                      | 長野市        |
| 中沢村     | 中沢村     | 中沢村              | 明治8年12月 東福寺村     | 東福寺村           | 東福寺村            | 東福寺村                   | 東福寺村                     | 東福寺村                         | 昭和25年7月1日 篠ノ井町       | 昭和29年7月1日 篠ノ井町            | 篠ノ井町                               | 篠ノ井町                                | 昭和34年5月1日 篠ノ井市           | 昭和41年10月16日 長野市の一部 | 長野市                      | 長野市        |
| 東福寺村   | 一部を除く | 東福寺村            | 明治8年12月 東福寺村     | 東福寺村           | 東福寺村            | 東福寺村                   | 東福寺村                     | 東福寺村                         | 昭和25年7月1日 篠ノ井町       | 昭和29年7月1日 篠ノ井町            | 篠ノ井町                               | 篠ノ井町                                | 昭和34年5月1日 篠ノ井市           | 昭和41年10月16日 長野市の一部 | 長野市                      | 長野市        |
| 東福寺村   | 一部       | 東福寺村            | 明治8年12月 東福寺村     | 東福寺村           | 東福寺村            | 東福寺村                   | 東福寺村                     | 東福寺村                         | 昭和25年7月1日 篠ノ井町       | 昭和26年10月1日 埴科郡松代町に編入 | 昭和30年4月1日 埴科郡松代町の一部      | 埴科郡松代町の一部                      | 埴科郡松代町の一部                | 昭和41年10月16日 長野市の一部 | 長野市                      | 長野市        |
| 吉原村     | 吉原村     | 吉原村              | 吉原村                   | 吉原村             | 吉原村              | 更府村                     | 更府村                       | 更府村                           | 更府村                        | 更府村                             | 更府村                                 | 昭和31年6月1日 信更村                   | 昭和31年6月1日 信更村             | 昭和41年10月16日 長野市の一部 | 長野市                      | 長野市        |
| 三水今泉村 | 三水今泉村 | 明治5年 改称 三水村 | 三水村                   | 三水村             | 三水村              | 更府村                     | 更府村                       | 更府村                           | 更府村                        | 更府村                             | 更府村                                 | 昭和31年6月1日 信更村                   | 昭和31年6月1日 信更村             | 昭和41年10月16日 長野市の一部 | 長野市                      | 長野市        |
| 安庭村     | 安庭村     | 安庭村              | 安庭村                   | 安庭村             | 安庭村              | 更府村                     | 更府村                       | 更府村                           | 更府村                        | 更府村                             | 更府村                                 | 昭和31年6月1日 信更村                   | 昭和31年6月1日 信更村             | 昭和41年10月16日 長野市の一部 | 長野市                      | 長野市        |
| 山平林村   | 山平林村   | 山平林村            | 山平林村                 | 明治9年 山平林村   | 山平林村            | 更府村                     | 更府村                       | 更府村                           | 更府村                        | 更府村                             | 更府村                                 | 昭和31年6月1日 信更村                   | 昭和31年6月1日 信更村             | 昭和41年10月16日 長野市の一部 | 長野市                      | 長野市        |
| 入有旅村   | 一部       | 明治5年 有旅村      | 有旅村                   | 明治9年 山平林村   | 山平林村            | 更府村                     | 更府村                       | 更府村                           | 更府村                        | 更府村                             | 更府村                                 | 昭和31年6月1日 信更村                   | 昭和31年6月1日 信更村             | 昭和41年10月16日 長野市の一部 | 長野市                      | 長野市        |
| 入有旅村   | 一部       | 明治5年 有旅村      | 有旅村                   | 明治9年 氷ノ田村   | 氷ノ田村            | 信田村                     | 信田村                       | 信田村                           | 信田村                        | 信田村                             | 信田村                                 | 昭和31年6月1日 信更村                   | 昭和31年6月1日 信更村             | 昭和41年10月16日 長野市の一部 | 長野市                      | 長野市        |
| 氷熊村     | 氷熊村     | 氷熊村              | 氷熊村                   | 明治9年 氷ノ田村   | 氷ノ田村            | 信田村                     | 信田村                       | 信田村                           | 信田村                        | 信田村                             | 信田村                                 | 昭和31年6月1日 信更村                   | 昭和31年6月1日 信更村             | 昭和41年10月16日 長野市の一部 | 長野市                      | 長野市        |
| 境新田村   | 境新田村   | 境新田村            | 境新田村                 | 明治9年 氷ノ田村   | 氷ノ田村            | 信田村                     | 信田村                       | 信田村                           | 信田村                        | 信田村                             | 信田村                                 | 昭和31年6月1日 信更村                   | 昭和31年6月1日 信更村             | 昭和41年10月16日 長野市の一部 | 長野市                      | 長野市        |
| 田ノ口村   | 田ノ口村   | 田ノ口村            | 田ノ口村                 | 田ノ口村           | 田ノ口村            | 信田村                     | 信田村                       | 信田村                           | 信田村                        | 信田村                             | 信田村                                 | 昭和31年6月1日 信更村                   | 昭和31年6月1日 信更村             | 昭和41年10月16日 長野市の一部 | 長野市                      | 長野市        |
| 赤田村     | 赤田村     | 赤田村              | 赤田村                   | 赤田村             | 赤田村              | 信田村                     | 信田村                       | 信田村                           | 信田村                        | 信田村                             | 信田村                                 | 昭和31年6月1日 信更村                   | 昭和31年6月1日 信更村             | 昭和41年10月16日 長野市の一部 | 長野市                      | 長野市        |
| 灰原村     | 灰原村     | 灰原村              | 灰原村                   | 灰原村             | 灰原村              | 信田村                     | 信田村                       | 信田村                           | 信田村                        | 信田村                             | 信田村                                 | 昭和31年6月1日 信更村                   | 昭和31年6月1日 信更村             | 昭和41年10月16日 長野市の一部 | 長野市                      | 長野市        |
| 高野村     | 高野村     | 高野村              | 高野村                   | 高野村             | 高野村              | 信田村                     | 信田村                       | 信田村                           | 信田村                        | 信田村                             | 信田村                                 | 昭和31年6月1日 信更村                   | 昭和31年6月1日 信更村             | 昭和41年10月16日 長野市の一部 | 長野市                      | 長野市        |
| 軽井沢村   | 軽井沢村   | 軽井沢村            | 明治8年 改称 田沢村      | 明治9年 田沢村     | 田沢村              | 信田村                     | 信田村                       | 信田村                           | 信田村                        | 信田村                             | 信田村                                 | 昭和31年6月1日 信更村                   | 昭和31年6月1日 信更村             | 昭和41年10月16日 長野市の一部 | 長野市                      | 長野市        |
| 小田原村   | 小田原村   | 小田原村            | 小田原村                 | 明治9年 田沢村     | 田沢村              | 信田村                     | 信田村                       | 信田村                           | 信田村                        | 信田村                             | 信田村                                 | 昭和31年6月1日 信更村                   | 昭和31年6月1日 信更村             | 昭和41年10月16日 長野市の一部 | 長野市                      | 長野市        |
| 今井村     | 今井村     | 今井村              | 明治8年 今井村           | 今井村             | 今井村              | 中津村                     | 中津村                       | 中津村                           | 中津村                        | 中津村                             | 昭和30年4月1日 昭和村                  | 昭和31年9月30日 川中島町                | 昭和31年9月30日 川中島町          | 昭和41年10月16日 長野市の一部 | 長野市                      | 長野市        |
| 原村       | 一部       | 原村                | 明治8年 今井村           | 今井村             | 今井村              | 中津村                     | 中津村                       | 中津村                           | 中津村                        | 中津村                             | 昭和30年4月1日 昭和村                  | 昭和31年9月30日 川中島町                | 昭和31年9月30日 川中島町          | 昭和41年10月16日 長野市の一部 | 長野市                      | 長野市        |
| 原村       | 一部を除く | 原村                | 原村                     | 原村               | 原村                | 中津村                     | 中津村                       | 中津村                           | 中津村                        | 中津村                             | 昭和30年4月1日 昭和村                  | 昭和31年9月30日 川中島町                | 昭和31年9月30日 川中島町          | 昭和41年10月16日 長野市の一部 | 長野市                      | 長野市        |
| 今里村     | 今里村     | 今里村              | 今里村                   | 今里村             | 今里村              | 今里村                     | 今里村                       | 大正13年7月1日 川中島村          | 川中島村                      | 川中島村                           | 川中島村                               | 昭和31年9月30日 川中島町                | 昭和31年9月30日 川中島町          | 昭和41年10月16日 長野市の一部 | 長野市                      | 長野市        |
| 四ツ屋村   | 四ツ屋村   | 四ツ屋村            | 四ツ屋村                 | 四ツ屋村           | 四ツ屋村            | 上氷鉋村                   | 明治23年5月17日 改称 笹井村  | 大正13年7月1日 川中島村          | 川中島村                      | 川中島村                           | 川中島村                               | 昭和31年9月30日 川中島町                | 昭和31年9月30日 川中島町          | 昭和41年10月16日 長野市の一部 | 長野市                      | 長野市        |
| 上氷鉋村   | 上氷鉋村   | 上氷鉋村            | 上氷鉋村                 | 上氷鉋村           | 上氷鉋村            | 上氷鉋村                   | 明治23年5月17日 改称 笹井村  | 大正13年7月1日 川中島村          | 川中島村                      | 川中島村                           | 川中島村                               | 昭和31年9月30日 川中島町                | 昭和31年9月30日 川中島町          | 昭和41年10月16日 長野市の一部 | 長野市                      | 長野市        |
| 中氷鉋村   | 中氷鉋村   | 中氷鉋村            | 中氷鉋村                 | 明治9年 氷鉋村     | 明治13年 中氷鉋村   | 稲里村                     | 稲里村                       | 稲里村                           | 稲里村                        | 稲里村                             | 昭和30年1月1日 更北村                  | 昭和30年1月1日 更北村                   | 昭和30年1月1日 更北村             | 昭和41年10月16日 長野市の一部 | 長野市                      | 長野市        |
| 下氷鉋村   | 下氷鉋村   | 下氷鉋村            | 下氷鉋村                 | 明治9年 氷鉋村     | 明治13年 下氷鉋村   | 稲里村                     | 稲里村                       | 稲里村                           | 稲里村                        | 稲里村                             | 昭和30年1月1日 更北村                  | 昭和30年1月1日 更北村                   | 昭和30年1月1日 更北村             | 昭和41年10月16日 長野市の一部 | 長野市                      | 長野市        |
| 藤牧村     | 一部       | 藤牧村              | 明治8年 田牧村           | 田牧村             | 田牧村              | 稲里村                     | 稲里村                       | 稲里村                           | 稲里村                        | 稲里村                             | 昭和30年1月1日 更北村                  | 昭和30年1月1日 更北村                   | 昭和30年1月1日 更北村             | 昭和41年10月16日 長野市の一部 | 長野市                      | 長野市        |
| 藤牧村     | 一部を除く | 藤牧村              | 明治8年 御厨村           | 御厨村             | 御厨村              | 御厨村                     | 御厨村                       | 御厨村                           | 御厨村                        | 御厨村                             | 昭和30年4月1日 昭和村                  | 昭和31年9月30日 川中島町                | 昭和31年9月30日 川中島町          | 昭和41年10月16日 長野市の一部 | 長野市                      | 長野市        |
| 上布施村   | 上布施村   | 布施村              | 明治8年 御厨村           | 御厨村             | 御厨村              | 御厨村                     | 御厨村                       | 御厨村                           | 御厨村                        | 御厨村                             | 昭和30年4月1日 昭和村                  | 昭和31年9月30日 川中島町                | 昭和31年9月30日 川中島町          | 昭和41年10月16日 長野市の一部 | 長野市                      | 長野市        |
| 下布施村   |            | 布施村              | 明治8年 御厨村           | 御厨村             | 御厨村              | 御厨村                     | 御厨村                       | 御厨村                           | 御厨村                        | 御厨村                             | 昭和30年4月1日 昭和村                  | 昭和31年9月30日 川中島町                | 昭和31年9月30日 川中島町          | 昭和41年10月16日 長野市の一部 | 長野市                      | 長野市        |
| 戸部村     | 一部を除く | 戸部村              | 明治8年 御厨村           | 御厨村             | 御厨村              | 御厨村                     | 御厨村                       | 御厨村                           | 御厨村                        | 御厨村                             | 昭和30年4月1日 昭和村                  | 昭和31年9月30日 川中島町                | 昭和31年9月30日 川中島町          | 昭和41年10月16日 長野市の一部 | 長野市                      | 長野市        |
| 戸部村     | 一部       | 戸部村              | 明治8年 田牧村           | 田牧村             | 田牧村              | 稲里村                     | 稲里村                       | 稲里村                           | 稲里村                        | 稲里村                             | 昭和30年1月1日 更北村                  | 昭和30年1月1日 更北村                   | 昭和30年1月1日 更北村             | 昭和41年10月16日 長野市の一部 | 長野市                      | 長野市        |
| 広田村     | 広田村     | 広田村              | 明治8年 田牧村           | 田牧村             | 田牧村              | 稲里村                     | 稲里村                       | 稲里村                           | 稲里村                        | 稲里村                             | 昭和30年1月1日 更北村                  | 昭和30年1月1日 更北村                   | 昭和30年1月1日 更北村             | 昭和41年10月16日 長野市の一部 | 長野市                      | 長野市        |
| 上真島村   | 上真島村   | 上真島村            | 上真島村                 | 明治9年 真島村     | 真島村              | 真島村                     | 真島村                       | 真島村                           | 真島村                        | 真島村                             | 昭和30年1月1日 更北村                  | 昭和30年1月1日 更北村                   | 昭和30年1月1日 更北村             | 昭和41年10月16日 長野市の一部 | 長野市                      | 長野市        |
| 下真島村   | 下真島村   | 下真島村            | 下真島村                 | 明治9年 真島村     | 真島村              | 真島村                     | 真島村                       | 真島村                           | 真島村                        | 真島村                             | 昭和30年1月1日 更北村                  | 昭和30年1月1日 更北村                   | 昭和30年1月1日 更北村             | 昭和41年10月16日 長野市の一部 | 長野市                      | 長野市        |
| 川合村     | 川合村     | 川合村              | 川合村                   | 川合村             | 川合村              | 真島村                     | 真島村                       | 真島村                           | 真島村                        | 真島村                             | 昭和30年1月1日 更北村                  | 昭和30年1月1日 更北村                   | 昭和30年1月1日 更北村             | 昭和41年10月16日 長野市の一部 | 長野市                      | 長野市        |
| 青木島村   | 青木島村   | 青木島村            | 明治8年 青木島村         | 青木島村           | 青木島村            | 青木島村                   | 青木島村                     | 青木島村                         | 青木島村                      | 青木島村                           | 昭和30年1月1日 更北村                  | 昭和30年1月1日 更北村                   | 昭和30年1月1日 更北村             | 昭和41年10月16日 長野市の一部 | 長野市                      | 長野市        |
| 丹波島村   | 丹波島村   | 丹波島村            | 明治8年 青木島村         | 青木島村           | 青木島村            | 青木島村                   | 青木島村                     | 青木島村                         | 青木島村                      | 青木島村                           | 昭和30年1月1日 更北村                  | 昭和30年1月1日 更北村                   | 昭和30年1月1日 更北村             | 昭和41年10月16日 長野市の一部 | 長野市                      | 長野市        |
| 大塚村     | 大塚村     | 大塚村              | 大塚村                   | 大塚村             | 大塚村              | 青木島村                   | 青木島村                     | 青木島村                         | 青木島村                      | 青木島村                           | 昭和30年1月1日 更北村                  | 昭和30年1月1日 更北村                   | 昭和30年1月1日 更北村             | 昭和41年10月16日 長野市の一部 | 長野市                      | 長野市        |
| 綱島村     | 綱島村     | 綱島村              | 綱島村                   | 綱島村             | 綱島村              | 青木島村                   | 青木島村                     | 青木島村                         | 青木島村                      | 青木島村                           | 昭和30年1月1日 更北村                  | 昭和30年1月1日 更北村                   | 昭和30年1月1日 更北村             | 昭和41年10月16日 長野市の一部 | 長野市                      | 長野市        |
| 上小島田村 | 上小島田村 | 上小島田村          | 上小島田村               | 明治9年 小島田村   | 小島田村            | 小島田村                   | 小島田村                     | 小島田村                         | 小島田村                      | 小島田村                           | 昭和30年1月1日 更北村                  | 昭和30年1月1日 更北村                   | 昭和30年1月1日 更北村             | 昭和41年10月16日 長野市の一部 | 長野市                      | 長野市        |
| 下小島田村 | 一部を除く | 下小島田村          | 下小島田村               | 明治9年 小島田村   | 小島田村            | 小島田村                   | 小島田村                     | 小島田村                         | 小島田村                      | 小島田村                           | 昭和30年1月1日 更北村                  | 昭和30年1月1日 更北村                   | 昭和30年1月1日 更北村             | 昭和41年10月16日 長野市の一部 | 長野市                      | 長野市        |
| 鹿谷村     | 鹿谷村     | 鹿谷村              | 明治6年 本鹿谷村         | 明治9年6月 信級村  | 信級村              | 信級村                     | 信級村                       | 信級村                           | 信級村                        | 信級村                             | 昭和30年3月31日 上水内郡信州新町の一部 | 昭和30年3月31日 上水内郡信州新町の一部  | 上水内郡 信州新町                 | 上水内郡 信州新町             | 平成22年1月1日 長野市に編入 | 長野市        |
| 鹿谷村     | 鹿谷村     | 鹿谷村              | 明治6年 外鹿谷村         | 明治9年6月 信級村  | 信級村              | 信級村                     | 信級村                       | 信級村                           | 信級村                        | 信級村                             | 昭和30年3月31日 上水内郡信州新町の一部 | 昭和30年3月31日 上水内郡信州新町の一部  | 上水内郡 信州新町                 | 上水内郡 信州新町             | 平成22年1月1日 長野市に編入 | 長野市        |
| 日名村     | 日名村     | 日名村              | 明治7年4月 孟津村        | 孟津村             | 明治13年 日名村     | 信級村                     | 明治25年10月14日 分立 日原村 | 日原村                           | 日原村                        | 日原村                             | 昭和30年3月31日 上水内郡信州新町の一部 | 昭和30年3月31日 上水内郡信州新町の一部  | 上水内郡 信州新町                 | 上水内郡 信州新町             | 平成22年1月1日 長野市に編入 | 長野市        |
| 大原村     | 大原村     | 大原村              | 明治7年4月 孟津村        | 孟津村             | 明治13年 大原村     | 信級村                     | 明治25年10月14日 分立 日原村 | 日原村                           | 日原村                        | 日原村                             | 昭和30年3月31日 上水内郡信州新町の一部 | 昭和30年3月31日 上水内郡信州新町の一部  | 上水内郡 信州新町                 | 上水内郡 信州新町             | 平成22年1月1日 長野市に編入 | 長野市        |
| 牧田中村   | 牧田中村   | 牧田中村            | 牧田中村                 | 牧田中村           | 牧田中村            | 牧郷村                     | 牧郷村                       | 牧郷村                           | 牧郷村                        | 牧郷村                             | 牧郷村                                 | 昭和31年9月30日 上水内郡 信州新町に編入 | 上水内郡 信州新町                 | 上水内郡 信州新町             | 平成22年1月1日 長野市に編入 | 長野市        |
| 牧野島村   | 牧野島村   | 牧野島村            | 牧野島村                 | 牧野島村           | 牧野島村            | 牧郷村                     | 牧郷村                       | 牧郷村                           | 牧郷村                        | 牧郷村                             | 牧郷村                                 | 昭和31年9月30日 上水内郡 信州新町に編入 | 上水内郡 信州新町                 | 上水内郡 信州新町             | 平成22年1月1日 長野市に編入 | 長野市        |
| 下市場村   | 下市場村   | 下市場村            | 下市場村                 | 下市場村           | 下市場村            | 牧郷村                     | 牧郷村                       | 牧郷村                           | 牧郷村                        | 牧郷村                             | 牧郷村                                 | 昭和31年9月30日 上水内郡 信州新町に編入 | 上水内郡 信州新町                 | 上水内郡 信州新町             | 平成22年1月1日 長野市に編入 | 長野市        |
| 竹房村     | 竹房村     | 竹房村              | 竹房村                   | 竹房村             | 竹房村              | 牧郷村                     | 牧郷村                       | 牧郷村                           | 牧郷村                        | 牧郷村                             | 牧郷村                                 | 昭和31年9月30日 上水内郡 信州新町に編入 | 上水内郡 信州新町                 | 上水内郡 信州新町             | 平成22年1月1日 長野市に編入 | 長野市        |
| 和田村     | 和田村     | 和田村              | 明治8年 弘崎村           | 弘崎村             | 弘崎村              | 牧郷村                     | 牧郷村                       | 牧郷村                           | 牧郷村                        | 牧郷村                             | 牧郷村                                 | 昭和31年9月30日 上水内郡 信州新町に編入 | 上水内郡 信州新町                 | 上水内郡 信州新町             | 平成22年1月1日 長野市に編入 | 長野市        |
| 吐唄村     | 吐唄村     | 吐唄村              | 明治8年 弘崎村           | 弘崎村             | 弘崎村              | 牧郷村                     | 牧郷村                       | 牧郷村                           | 牧郷村                        | 牧郷村                             | 牧郷村                                 | 昭和31年9月30日 上水内郡 信州新町に編入 | 上水内郡 信州新町                 | 上水内郡 信州新町             | 平成22年1月1日 長野市に編入 | 長野市        |
| 南牧村     | 一部       | 南牧村              | 明治8年 弘崎村           | 弘崎村             | 弘崎村              | 牧郷村                     | 牧郷村                       | 牧郷村                           | 牧郷村                        | 牧郷村                             | 牧郷村                                 | 昭和31年9月30日 上水内郡 信州新町に編入 | 上水内郡 信州新町                 | 上水内郡 信州新町             | 平成22年1月1日 長野市に編入 | 長野市        |
| 南牧村     | 一部       | 南牧村              | 明治8年 弘崎村           | 弘崎村             | 弘崎村              | 牧郷村                     | 牧郷村                       | 牧郷村                           | 牧郷村                        | 牧郷村                             | 牧郷村                                 | 昭和31年9月30日 大岡村に編入            | 大岡村                            | 大岡村                        | 平成17年1月1日 長野市に編入 | 長野市        |
| 中牧村     | 一部       | 中牧村              | 明治8年 中牧村           | 中牧村             | 中牧村              | 牧郷村                     | 牧郷村                       | 牧郷村                           | 牧郷村                        | 牧郷村                             | 牧郷村                                 | 昭和31年9月30日 大岡村に編入            | 大岡村                            | 大岡村                        | 平成17年1月1日 長野市に編入 | 長野市        |
| 中牧村     | 一部       | 中牧村              | 明治8年 中牧村           | 中牧村             | 中牧村              | 牧郷村                     | 牧郷村                       | 牧郷村                           | 牧郷村                        | 牧郷村                             | 牧郷村                                 | 昭和31年9月30日 上水内郡 信州新町に編入 | 上水内郡 信州新町                 | 上水内郡 信州新町             | 平成22年1月1日 長野市に編入 | 長野市        |
| 小聖新田   |            | 小聖新田            | 明治8年 中牧村           | 中牧村             | 中牧村              | 牧郷村                     | 牧郷村                       | 牧郷村                           | 牧郷村                        | 牧郷村                             | 牧郷村                                 | 昭和31年9月30日 上水内郡 信州新町に編入 | 上水内郡 信州新町                 | 上水内郡 信州新町             | 平成22年1月1日 長野市に編入 | 長野市        |
| 小聖新田   |            | 小聖新田            | 明治8年 中牧村           | 中牧村             | 中牧村              | 牧郷村                     | 牧郷村                       | 牧郷村                           | 牧郷村                        | 牧郷村                             | 牧郷村                                 | 昭和31年9月30日 大岡村に編入            | 大岡村                            | 大岡村                        | 平成17年1月1日 長野市に編入 | 長野市        |
| 小聖新田   | 一部       | 小聖新田            | 明治8年 大岡村           | 大岡村             | 大岡村              | 大岡村                     | 大岡村                       | 大岡村                           | 大岡村                        | 大岡村                             | 大岡村                                 | 大岡村                                  | 大岡村                            | 大岡村                        | 平成17年1月1日 長野市に編入 | 長野市        |
| 大岡村     |            | 明治5年 川口村      | 明治8年 大岡村           | 大岡村             | 大岡村              | 大岡村                     | 大岡村                       | 大岡村                           | 大岡村                        | 大岡村                             | 大岡村                                 | 大岡村                                  | 大岡村                            | 大岡村                        | 平成17年1月1日 長野市に編入 | 長野市        |
| 大岡村     | 一部       | 明治5年 宮平村      | 明治8年 大岡村           | 大岡村             | 大岡村              | 大岡村                     | 大岡村                       | 大岡村                           | 大岡村                        | 大岡村                             | 大岡村                                 | 大岡村                                  | 大岡村                            | 大岡村                        | 平成17年1月1日 長野市に編入 | 長野市        |
| 大岡村     | 一部       | 明治5年 根越村      | 明治8年 大岡村           | 大岡村             | 大岡村              | 大岡村                     | 大岡村                       | 大岡村                           | 大岡村                        | 大岡村                             | 大岡村                                 | 大岡村                                  | 大岡村                            | 大岡村                        | 平成17年1月1日 長野市に編入 | 長野市        |
| 大岡村     | 一部       | 明治5年 和平村      | 明治8年 大岡村           | 大岡村             | 大岡村              | 大岡村                     | 大岡村                       | 大岡村                           | 大岡村                        | 大岡村                             | 大岡村                                 | 大岡村                                  | 大岡村                            | 大岡村                        | 平成17年1月1日 長野市に編入 | 長野市        |
| 稲荷山村   | 稲荷山村   | 稲荷山村            | 明治8年7月 改称 稲荷山町 | 稲荷山町           | 稲荷山町            | 稲荷山町                   | 稲荷山町                     | 稲荷山町                         | 稲荷山町                      | 稲荷山町                           | 昭和30年4月1日 稲荷山桑原町            | 昭和30年12月1日 改称 稲荷山町           | 昭和34年6月1日 更埴市の一部       | 更埴市                        | 平成15年9月1日 千曲市の一部 | 千曲市        |
| 桑原村     | 桑原村     | 桑原村              | 明治7年 桑原村           | 桑原村             | 桑原村              | 桑原村                     | 桑原村                       | 桑原村                           | 桑原村                        | 桑原村                             | 昭和30年4月1日 稲荷山桑原町            | 昭和30年12月1日 改称 稲荷山町           | 昭和34年6月1日 更埴市の一部       | 更埴市                        | 平成15年9月1日 千曲市の一部 | 千曲市        |
| 大田原村   | 大田原村   | 大田原村            | 明治7年 桑原村           | 桑原村             | 桑原村              | 桑原村                     | 桑原村                       | 桑原村                           | 桑原村                        | 桑原村                             | 昭和30年4月1日 稲荷山桑原町            | 昭和30年12月1日 改称 稲荷山町           | 昭和34年6月1日 更埴市の一部       | 更埴市                        | 平成15年9月1日 千曲市の一部 | 千曲市        |
| 八幡村     | 八幡村     | 明治5年 八幡村      | 八幡村                   | 八幡村             | 八幡村              | 八幡村                     | 八幡村                       | 八幡村                           | 八幡村                        | 八幡村                             | 八幡村                                 | 八幡村                                  | 昭和34年6月1日 更埴市の一部       | 更埴市                        | 平成15年9月1日 千曲市の一部 | 千曲市        |
| 志川村     |            | 明治5年 八幡村      | 八幡村                   | 八幡村             | 八幡村              | 八幡村                     | 八幡村                       | 八幡村                           | 八幡村                        | 八幡村                             | 八幡村                                 | 八幡村                                  | 昭和34年6月1日 更埴市の一部       | 更埴市                        | 平成15年9月1日 千曲市の一部 | 千曲市        |
| 郡村       |            | 明治5年 八幡村      | 八幡村                   | 八幡村             | 八幡村              | 八幡村                     | 八幡村                       | 八幡村                           | 八幡村                        | 八幡村                             | 八幡村                                 | 八幡村                                  | 昭和34年6月1日 更埴市の一部       | 更埴市                        | 平成15年9月1日 千曲市の一部 | 千曲市        |
| 八幡領     |            | 明治5年 八幡村      | 八幡村                   | 八幡村             | 八幡村              | 八幡村                     | 八幡村                       | 八幡村                           | 八幡村                        | 八幡村                             | 八幡村                                 | 八幡村                                  | 昭和34年6月1日 更埴市の一部       | 更埴市                        | 平成15年9月1日 千曲市の一部 | 千曲市        |
| 大池新田   |            | 明治5年 八幡村      | 八幡村                   | 八幡村             | 八幡村              | 八幡村                     | 八幡村                       | 八幡村                           | 八幡村                        | 八幡村                             | 八幡村                                 | 八幡村                                  | 昭和34年6月1日 更埴市の一部       | 更埴市                        | 平成15年9月1日 千曲市の一部 | 千曲市        |
| 山田村     | 山田村     | 明治初年 上山田村   | 上山田村                 | 上山田村           | 上山田村            | 上山田村                   | 上山田村                     | 上山田村                         | 昭和24年11月3日 町制 上山田町 | 昭和24年11月3日 町制 上山田町      | 昭和30年7月1日 上山田町                | 昭和30年7月1日 上山田町                 | 昭和30年7月1日 上山田町           | 上山田町                      | 平成15年9月1日 千曲市の一部 | 千曲市        |
| 新山村     | 新山村     | 新山村              | 新山村                   | 新山村             | 新山村              | 上山田村                   | 上山田村                     | 上山田村                         | 昭和24年11月3日 町制 上山田町 | 昭和24年11月3日 町制 上山田町      | 昭和30年7月1日 上山田町                | 昭和30年7月1日 上山田町                 | 昭和30年7月1日 上山田町           | 上山田町                      | 平成15年9月1日 千曲市の一部 | 千曲市        |
| 力石村     | 力石村     | 力石村              | 力石村                   | 力石村             | 力石村              | 上山田村                   | 明治25年10月14日 分立 力石村 | 力石村                           | 力石村                        | 力石村                             | 昭和30年7月1日 上山田町                | 昭和30年7月1日 上山田町                 | 昭和30年7月1日 上山田町           | 上山田町                      | 平成15年9月1日 千曲市の一部 | 千曲市        |
| 羽尾村     | 羽尾村     | 羽尾村              | 羽尾村                   | 羽尾村             | 羽尾村              | 更級村                     | 更級村                       | 更級村                           | 更級村                        | 更級村                             | 昭和30年4月1日 埴科郡戸倉町の一部      | 昭和30年4月1日 埴科郡戸倉町の一部       | 昭和30年4月1日 埴科郡戸倉町の一部 | 埴科郡 戸倉町                 | 平成15年9月1日 千曲市の一部 | 千曲市        |
| 若宮村     | 若宮村     | 若宮村              | 若宮村                   | 若宮村             | 若宮村              | 更級村                     | 更級村                       | 更級村                           | 更級村                        | 更級村                             | 昭和30年4月1日 埴科郡戸倉町の一部      | 昭和30年4月1日 埴科郡戸倉町の一部       | 昭和30年4月1日 埴科郡戸倉町の一部 | 埴科郡 戸倉町                 | 平成15年9月1日 千曲市の一部 | 千曲市        |
| 須坂村     | 須坂村     | 須坂村              | 須坂村                   | 須坂村             | 須坂村              | 更級村                     | 更級村                       | 更級村                           | 更級村                        | 更級村                             | 昭和30年4月1日 埴科郡戸倉町の一部      | 昭和30年4月1日 埴科郡戸倉町の一部       | 昭和30年4月1日 埴科郡戸倉町の一部 | 埴科郡 戸倉町                 | 平成15年9月1日 千曲市の一部 | 千曲市        |
| 上平村     | 上平村     | 上平村              | 明治7年7月5日 上平村     | 上平村             | 上平村              | 村上村                     | 村上村                       | 村上村                           | 村上村                        | 村上村                             | 村上村                                 | 村上村                                  | 昭和35年4月1日 埴科郡坂城町に編入 | 埴科郡 坂城町                 | 埴科郡 坂城町               | 埴科郡 坂城町 |
| 小網新田村 | 小網新田村 | 小網新田村          | 明治7年7月5日 上平村     | 上平村             | 上平村              | 村上村                     | 村上村                       | 村上村                           | 村上村                        | 村上村                             | 村上村                                 | 村上村                                  | 昭和35年4月1日 埴科郡坂城町に編入 | 埴科郡 坂城町                 | 埴科郡 坂城町               | 埴科郡 坂城町 |
| 網掛村     | 網掛村     | 網掛村              | 網掛村                   | 網掛村             | 網掛村              | 村上村                     | 村上村                       | 村上村                           | 村上村                        | 村上村                             | 村上村                                 | 村上村                                  | 昭和35年4月1日 埴科郡坂城町に編入 | 埴科郡 坂城町                 | 埴科郡 坂城町               | 埴科郡 坂城町 |
| 上五明村   | 上五明村   | 上五明村            | 上五明村                 | 上五明村           | 上五明村            | 村上村                     | 村上村                       | 村上村                           | 村上村                        | 村上村                             | 村上村                                 | 村上村                                  | 昭和35年4月1日 埴科郡坂城町に編入 | 埴科郡 坂城町                 | 埴科郡 坂城町               | 埴科郡 坂城町 |

## 行政
歴代郡長
| 代 | 氏名       | 就任年月日               | 退任年月日                | 備考                   |
| -- | ---------- | ------------------------ | ------------------------- | ---------------------- |
| 1  | 吉松集躬   | 明治12年（1879年）1月4日 |                           |                        |
| 2  | 中島精一   | 明治15年（1882年）6月    |                           |                        |
| 3  | 渡辺猶人   | 明治16年（1883年）11月   |                           |                        |
| 4  | 小坂善之助 | 明治16年（1883年）12月   |                           |                        |
| 5  | 中島精一   | 明治19年（1886年）8月    |                           | 2代の再任              |
| 6  | 関口友愛   | 明治23年（1890年）5月    |                           |                        |
| 7  | 粟谷平一   | 明治25年（1892年）3月    |                           |                        |
| 8  | 大塚広     | 明治31年（1898年）6月    |                           |                        |
| 9  | 宮沢宗三郎 | 明治34年（1901年）7月    |                           |                        |
| 10 | 島内藹     | 明治38年（1905年）5月    |                           |                        |
| 11 | 川上親賢   | 明治38年（1905年）11月   |                           |                        |
| 12 | 渡部秀之丞 | 明治41年（1908年）12月   | 明治43年（1910年）9月10日 | 在任中に死去           |
| 13 | 津崎尚武   | 明治43年（1910年）9月    |                           |                        |
| 14 | 乾長昭     | 大正3年（1914年）9月     |                           |                        |
| 15 | 田中英     | 大正7年（1918年）7月     |                           |                        |
| 16 | 飯尾六蔵   | 大正8年（1919年）10月    |                           |                        |
| 17 | 見戸浩巍   | 大正11年（1922年）3月    |                           |                        |
| 18 | 須藤信敬   | 大正12年（1923年）2月    |                           |                        |
| 19 | 石原快三   | 大正13年（1924年）1月    |                           |                        |
| 20 | 小林一重   | 大正13年（1924年）12月   | 大正15年（1926年）6月30日 | 郡役所廃止により、廃官 |